# Philippe Manoury

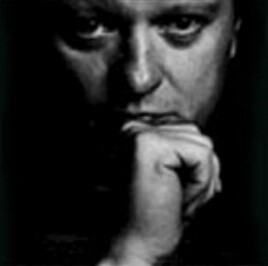
Philippe Manoury

Philippe Manoury (* 19. Juni 1952 in Tulle) ist ein französischer Komponist.

## Leben
Manoury war Klavierschüler von Pierre Sancan und studierte am Conservatoire de Paris Komposition bei Gérard Condé, Max Deutsch, Michél Philippot und Ivo Malec. Ab 1975 studierte er bei Pierre Barbaud computergestützte Komposition.
Ab 1978 hielt er Kurse und Konferenzen über zeitgenössische Musik an verschiedenen Universitäten Brasiliens. 1980 trat er in das IRCAM ein, wo er als Dozent wirkte und jahrelang unter Miller Puckette an der Entwicklung von MAX, der grundlegenden visuellen Programmiersprache für interaktives Livespiel mitarbeitete. Seit 2004 unterrichtet er an der University of California San Diego.

## Werke
- Focus für kleines Ensemble, 1973
- Sonate für zwei Klaviere, 1973, 1994
- Cryptophonos, 1974
- Puzzle für Ensemble, 1975
- Numéro cinq für Klavier und Ensemble, 1976
- Quatuor à cordes, 1978
- Le Tempérament variable für Klarinette und kleines Ensemble, 1978
- Numéro huit für Orchester, 1978, 1984
- Zeitlauf, 1982
- Instantanés, 1983–86
- Aleph für vier Stimmen und Orchester, 1985–87
- Musique II, 1986
- Musique I, 1986
- Petit Aleph für Flöte, 1986
- Jupiter für Flöte und Elektronik, 1987
- Pluton, 1988
- Deux mélodies, 1988
- Le Livre des Claviers, pièce II: duo de marimbas, 1988
- Le Livre des claviers, 1988
- La Partition du ciel et de l'enfer, 1989
- Xanadu für Sopran und Klarinette, 1990
- Neptune, 1991
- En écho, 1993
- Prélude and Wait für großes Orchester, 1995
- 60e Parallèle, Oper nach einem Libretto von Michel Deutsch, 1995–97
- Fragments pour un portrait für drei Instrumentalgruppen, 1998
- Sound and Fury für großes Orchester, 1999
- K..., Oper für Sänger, Orchester und Liveelektronik, 2001
- Slova für gemischten Kammerchor a cappella, 2002
- Fragments d'Héraclite für Kammerchor a cappella, 2003
- La Frontière, Kammeroper für sechs Sänger, neun Musiker und Liveelektronik, 2003
- Noon für Koloratursopran, gemischten Chor, Liveelektronik und großes Orchester, 2003
- Blackout für Kontraalt und Instrumentalensemble, 2004
- Stringendo, Streicher-Quartett, UA 2010 durch das Arditti-Quartett bei den Donaueschinger Musiktagen